# 迷失 (第三季)
美國電視連續劇迷失的第三季於2006年10月4日在美國及加拿大地區首播，並於2007年5月23日結束。第一集開始的68天之前超過40人的一隊生還者乘飛機墜落在南太平洋一處荒島，而本季繼續描述他們在島上的生存故事。在迷失劇情裏面，第三季從2004年11月28日開始直到2004年12月23日。製片者說，第一季描述生還者的性格，第二季描述島上的艙口，而第三季便會描述“其他人”——荒島上面一群神秘的原著人。
爲了響應粉絲們對前一季節目安排的不滿，第三季分兩段播放並且不會重播。在美國，第一段包含6集節目，並且於每個星期三晚上9點鐘播映，12星期的停頓後，將會在晚上10點鐘播放餘下的16集。除此之外，另加三集節目重溫過去兩季所發生的事件。“Lost: A Tale of Survival”在第一集首播前1星期播映，“Lost Survivor Guide”於第二段之前播出，而“Lost: The Answers”在最後一集前播放。Buena Vista Home Entertainment於2007年12月11日在區域1發佈的DVD標題為Lost: The Complete Third Season – The Unexplored Experience，DVD可為7碟盒裝或者6碟藍光光碟盒裝。

## 人員
本季由Touchstone Television（現為ABC Studios）、Bad Robot Productions和Grass Skirt Productions製作並由美國廣播公司於美國放映。第三季的執行製作者為J·J·亞伯拉罕、戴蒙·林道夫、布萊恩·布爾克、傑克·本德、傑夫·平克納和卡爾頓·丘斯。  The staff writers were Lindelof, Cuse, Pinkner, co-executive producers 愛德華·克特西斯和亞當·霍若維玆, co-executive producer Drew Goddard, supervising producer 伊利沙伯·薩諾夫, story editor 克利斯丁娜·M·金 and executive story editor Brian K. Vaughan.而常規的導演為本德、監督製作者史提芬·威廉斯、保羅·愛德華玆和Eric Laneuville，林道夫和丘斯為節目管理者。

## 集目
“集目編號”代表本集在整個連續劇裏的集號，而“季節集目編號”則代表本集在本季中的集號，“角色描述”為在回敘中被描述的角色。本季總共用時為991分鐘。
| 集目編號 | 季節集目編號 | 標題               | 導演            | 作者                                              | 角色描述   | 首播日期       |
| --- | ------------ | ------------------ | --------------- | ------------------------------------------------- | ---------- | -------------- |
| 50 | 1            | 双城记             | 傑克·本德       | 故事由戴蒙·林道夫 劇本由J·J·亞伯拉罕和戴蒙·林道夫 | 傑克       | 2006年10月4日  |
| 傑克被囚禁在達摩計劃的水底工作站Hydra裏，這時一個自称稱朱麗葉的女人出現，試圖與他溝通。凱特和索耶被關在附近的籠子中。索耶嘗試和另一個叫Karl的小伙子（“其他人”一員）一起逃跑，卻不幸又被抓回來了。“亨利·蓋爾”的真名叫班，並且是這群“其他人”的領導。回憶裏面，傑克努力找出誰搶走了他的妻子薩拉，導致了他們婚姻的失敗。傑克懷疑他自己的爸爸，因此在戒酒中心的聚會上打了他一頓。傑克被捕，而他的太太保釋他。 |              |                    |                 |                                                   |            |                |
| 51 | 3            | 玻璃芭蕾舞孃       | 保羅·愛德華玆   | 傑夫·平克納和Drew Goddard                         | 善華和真秀 | 2006年10月11日 |
| 班和傑克作出了交易：只要傑克合作，班就會放他離開荒島。“其他人”要凱特和索耶敲碎石塊，而他倆那時才發現他們一直都在閉路電視裏受到班的監視。在帆船上，善華、真秀和薩伊德被“其他人”暗中襲擊。善華一槍射穿了“其他人”的一員Colleen，而帆船則後來被“其他人”拿去。最後他們三個人走回到了生還者營地。回憶中顯示出善華的父親發現了她和Jae Lee的不尋常關係，並命令真秀殺了Jae。然而真秀只是威脅了他，儘管最後Jae還是跳樓自殺了。 |              |                    |                 |                                                   |            |                |
| 52 | 2            | 進一步說明         | 史提芬·威廉斯   | 卡爾頓·丘斯和伊利沙伯·薩諾夫                      | 洛克       | 2006年10月18日 |
| 洛克、戴斯蒙德和伊高在艙口内爆之後並沒有死。洛克在暫時說不了聲的同時，卻仿佛看到了布恩，於是因爲某些相關的原因和查理一同從一頭北極熊的洞穴中救出了伊高。赫利逐漸發覺在艙口内爆後，戴斯蒙德有了“記得”未來事件的能力。回憶裏面，洛克是一個大麻種植場社區的一分子，有一次他意外地從外帶進了一個假裝路的警察。 |              |                    |                 |                                                   |            |                |
| 53 | 4            | 每個男人都只顧自己 | 史提芬·威廉斯   | 愛德華·克特西斯和亞當·霍若維玆                    | 索耶       | 2006年10月25日 |
| 可琳因槍傷去世，她的丈夫皮克特以毆打索耶洩憤。索耶受班的欺騙，以為一個心臟起搏器已經被植入自己的體内，只要自己的心跳超過每分鐘140次，心臟便會爆炸。班後來告訴索耶他嘗試逃走是沒用的，因爲他們根本不在生還者營地的那個島上，而是旁邊的另一個小島。回憶中，索耶因欺騙罪入獄，卻發覺自己有一個女兒。在假裝對女兒毫不經意的同時，他也給了女兒一大筆金錢。 |              |                    |                 |                                                   |            |                |
| 54 | 5            | 活著的代價         | 傑克·本德       | Alison Schapker和Monica Owusu-Breen               | 伊高先生   | 2006年11月1日  |
| 伊高跟著一個似乎是他死去的弟弟的人走進了叢林，卻發覺那是只煙霧怪獸，正準備要殺了伊高。傑克知道了自己被“其他人”捉去，是爲了要幫班做脊椎腫瘤切除手術。茱莉葉倒戈相向，並和傑克一起對抗班，還設計了一個計劃，要傑克在做手術時假裝意外殺死班。在回憶中，伊高的弟弟死去之後，他成爲了一名牧師，而且爲了保護自己的小鎮而殺死了幾個威脅他安全的人。 |              |                    |                 |                                                   |            |                |
| 55 | 6            | 我願意             | Tucker Gates    | 戴蒙·林道夫和卡爾頓·丘斯                          | 凱特       | 2006年11月8日  |
| 凱特和索耶在籠子裏做愛，表示出大家互相的愛情。傑克中止了班的脊椎手術，並且威脅“其他人”要是不給凱特和索耶時間逃走，他就殺了班，這時火冒三丈的Pickett差點殺死索耶。回憶中，凱特千方百計想過正常的生活，卻最終還是在對丈夫自首之後逃走了。 |              |                    |                 |                                                   |            |                |
| 56 | 7            | 不在波特蘭         | 史提芬·威廉斯   | 卡爾頓·丘斯和傑夫·平克納                          | 茱莉葉     | 2007年2月7日   |
| “其他人”之一的青年艾莉克斯提供了一隻獨木舟給凱特和索耶，讓他們回到自己所住的島嶼上；卻要求他們先讓她救出自己的男朋友，因爲他被關在一間房間裏被迫開影片洗腦。茱莉葉從後殺死了用槍指著凱特和索耶的Pickett,另一方面傑克完成了班的手術。回憶裏描寫，飛機失事之前三年，茱莉葉一直是一位不孕症醫生，並且曾是自己不育的妹妹懷孕。Mittelos Bioscience訪問茱莉葉。 |              |                    |                 |                                                   |            |                |
| 57 | 8            | 過往種種           | 傑克·本德       | 戴蒙·林道夫和Drew Goddard                         | 德斯蒙德   | 2007年2月14日  |
| 查理和赫利嘗試灌醉戴斯蒙德，好套出他能預見未來的原因。回憶描述在艙口内爆之後所發生在戴斯蒙德身上的事。他回到了過去，重新過了一次來荒島之前和Penny一起的生活。同時他在買戒指時從一位能預知未來的店主學到了宇宙有“路經修正”的能力，世上所有的事件如果要發生，就終會發生，誰也阻止不了。他忽然又回到了島上，從此有了能看到未來片斷的能力。他沿用學到的道理，預言查理被上天選中，很快便會死。 |              |                    |                 |                                                   |            |                |
| 58 | 9            | 奇人奇地           | Paris Barclay   | 伊利沙伯·薩諾夫和克利斯丁娜·M·金                  | 傑克       | 2007年2月21日  |
| 茱莉葉因謀殺Pickett而接受審訊。有了傑克和班的幫助，茱莉葉才沒有被判死刑。“其他人”和傑克回到了“其他人”在生還者營地所處的島嶼上落後的住所。回憶中，描述傑克在一次奇異的泰國旅行中認識了一個泰國女人，並得到了他肩膀上的紋身。 |              |                    |                 |                                                   |            |                |
| 59 | 10           | 崔西亞坦納卡死了   | Eric Laneuville | 愛德華·克特西斯和亞當·霍若維玆                    | 赫利       | 2007年2月28日  |
| 凱特和索耶回到了海灘上。赫利在森林裏找到了一輛被荒廢的破舊小貨車，並且和查理、索耶和真秀一起駕駛它。凱特、薩伊德和洛克出發營救傑克。回憶裏，赫利的父親在赫利贏得樂透頭獎之後回家了，因此被赫利認爲是為他的獎金而來。 |              |                    |                 |                                                   |            |                |
| 60 | 11           | 進入77             | 史提芬·威廉斯   | 卡爾頓·丘斯和戴蒙·林道夫                          | 薩伊德     | 2007年3月7日   |
| 洛克、薩伊德和凱特調查一個達摩通訊站，並遇到了居住其中的Mikhail。離開時，洛克把這個工作站炸了。索耶爲了取回自己的財物而和赫利進行了一場乒乓球賽，然而他輸了，因此需要遵守約定：一個星期之内不准幫人們改別名。回憶裏面，薩伊德在巴黎碰上了一個他曾經拷問過的犯人。 |              |                    |                 |                                                   |            |                |
| 61 | 12           | 航空郵件           | 保羅·愛德華玆   | 克利斯丁娜·M·金和Jordan Rosenberg                 | 克萊爾     | 2007年3月14日  |
| 克萊爾得知了德斯蒙德能預知未來的秘密，並且把一條求救紙條綁在一隻候鳥腳上再放走它，希望有一日會有人發現。洛克、薩伊德和凱特在拯救傑克的路上被一條保護“其他人”住處的超聲波防綫擋住了。Mikhail被洛克迫使穿過防綫，超聲波導致他口吐白沫身亡。大家以從上饒過探測器成功穿過防綫。回憶中，克萊爾在一次車禍之後進了醫院，遇到了自己從未見過的父親——原來她的父親就是傑克的父親。 |              |                    |                 |                                                   |            |                |
| 62 | 13           | 來自塔拉哈西的人   | 傑克·本德       | Drew Goddard和傑夫·平克納                         | 洛克       | 2007年3月21日  |
| 洛克、薩伊德和凱特第一次來到“其他人”住的地方，卻發現傑克在那裏生活得很高興。感情日漸加深的傑克和茱莉葉跟班定下協議，要班用“其他人”的一艘潛水艇運走他們，然而洛克一手炸了潛水艇，使計劃泡湯。班告訴洛克，洛克的父親已經被他關起來了。回憶中，洛克的父親把他從窗戶推了出去，使洛克下身癱瘓。 |              |                    |                 |                                                   |            |                |
| 63 | 14           | 報告               | 史提芬·威廉斯   | 愛德華·克特西斯和亞當·霍若維玆                    | 妮姬和保羅 | 2007年3月28日  |
| 查理告訴善華他和索耶是在森林裏綁架她的幕後策劃者。生還者們發現妮姬和保羅倒在地上。回憶裏，妮姬和保羅為一些從一位百萬富翁television executive那裏騙回來的鑽石而爭執。回到荒島上，妮姬在保羅身上釋放了一隻劇毒蜘蛛，保羅即時癱瘓了；那蜘蛛引來了許多蜘蛛，也把妮姬癱瘓了，他們雙雙被困八小時。後來，生還者們並沒有察覺他們被毒液癱瘓，因此活活埋了他們。 |              |                    |                 |                                                   |            |                |
| 64 | 15           | 遺忘               | Karen Gaviola   | 戴蒙·林道夫和伊利沙伯·薩諾夫                      | 凱特       | 2007年4月4日   |
| “其他人”和洛克一起離開了“其他人”的住處。Hurley cons Sawyer into making amends with his fellow castaways。回憶裏，凱特用盡辦法，最終和抛棄她的母親見面了。 |              |                    |                 |                                                   |            |                |
| 65 | 16           | 自己人             | 傑克·本德       | 卡爾頓·丘斯和Drew Goddard                         | 茱莉葉     | 2007年4月11日  |
| 傑克、薩伊德、凱特和茱莉葉從“其他人”的營地回來了，因爲傑克一直信任著茱莉葉，儘管其他生還者對他的舉動深表懷疑。一種奇怪的病出現在克萊爾身上，是“其他人”在他身上植入的物體引起的，茱莉葉卻為她十分擔心。回憶描述茱莉葉在荒島上的生活。茱莉葉被迫住在島上，眼睜睜看著一個個在島上懷孕的人莫名其妙地死去而無能爲力阻止。回憶又顯示茱莉葉和班聯合計劃陰謀，讓茱莉葉潛入生還者們作内奸。 |              |                    |                 |                                                   |            |                |
| 66 | 17           | Catch-22           | 史提芬·威廉斯   | 傑夫·平克納和Brian K. Vaughan                     | 德斯蒙德   | 2007年4月18日  |
| 為關於未來的“記憶”驅使，德斯蒙德説服查理、赫利和真秀徒步穿越森林，使他們得以發現剛剛用降落傘著陸的娜歐米。在看到傑克和茱莉葉單獨相處後，凱特的愛情目標轉向了索耶。回憶之中，顯示出德斯蒙德曾是一位修道士，並描述他如何遇上Penny。 |              |                    |                 |                                                   |            |                |
| 67 | 18           | D.O.C.             | Fred Toye       | 愛德華·克特西斯和亞當·霍若維玆                    | 善華       | 2007年4月25日  |
| 善華得知在島上懷孕的女人都會在分娩前死去，因此要求茱莉葉檢驗一下她是否在島上懷孕，茱莉葉於是把她帶到了一個達摩醫療站。善華離開後，茱莉葉向班報告了情況。德斯蒙德在森林裏踫到了前段時間竟然沒有死的Mikhail，並讓他救救娜歐米。回憶顯示善華被真秀的生母敲詐，然而早前真秀告訴她母親已去世。 |              |                    |                 |                                                   |            |                |
| 68 | 19           | The Brig           | Eric Laneuville | 戴蒙·林道夫和卡爾頓·丘斯                          | 洛克       | 2007年5月2日   |
| 回憶裏，洛克的父親被“其他人”關起來了，而他則正常地和“其他人”生活。回到當前，洛克説服了索耶到“黑岩”看看洛克的爸爸。索耶後來以槍殺了洛克的爸爸，因爲他就是“索耶”這個假名的由來，也就是殺死父母的人。 |              |                    |                 |                                                   |            |                |
| 69 | 20           | 幕后高人           | Bobby Roth      | 伊利沙伯·薩諾夫和Drew Goddard                     | 班         | 2007年5月9日   |
| 洛克回到了“其他人”那裏，而班很不情願地帶洛克去見“其他人”神秘的真正領袖Jacob。洛克並沒有看見他，但能聽見他，儘管班卻聼不到，因此才在洛克獨自上打了一槍。自從發現茱莉葉是内奸之後，生還者們對傑克越來越不信任，但是茱莉葉卻表明她和傑克已經一起對抗“其他人”了。回憶裏面，還是個小男孩的班第一次來到荒島上，成爲達摩計劃的一份子。班和“其他人”（at least one of whom, Richard Alpert, does not age in the next thirty years）計劃陰謀，殺死了大部分的達摩計劃成員。 |              |                    |                 |                                                   |            |                |
| 70 | 21           | 精选辑             | 史提芬·威廉斯   | 愛德華·克特西斯和亞當·霍若維玆                    | 查理       | 2007年5月16日  |
| 傑克得知了“其他人”要在晚上伏擊並虜走孕婦的計劃，因此決定組織人們以炸藥抵抗。爲了使薩伊德能用娜歐米的衛星電話發出求救信號，查理必須游到一個阻斷所有信號的水底達摩工作站，關掉裝置。而根據德斯蒙德的預感，查理將會在這個任務中溺水而死，卻可以讓他心愛的克萊爾上救援直升機，因此查理寫下了他平生最有意義的五個時刻，最爲隊自己對這個世界的告別。 |              |                    |                 |                                                   |            |                |
| 71–72 | 22–23        | 透过窥镜           | 傑克·本德       | 卡爾頓·丘斯和戴蒙·林道夫                          | 傑克       | 2007年5月23日  |
| 本集為雙倍長度。傑克以炸藥殺死“其他人”的計劃弄巧成拙，而薩伊德、真秀和柏納則在海灘上被“其他人”劫持作人質了。由盧梭帶領的生還者們向一座無綫電發射台進發，準備關掉盧梭16年前發射的信號。娜歐米嘗試聯係她所屬的船隻，卻被洛克從後用刀襲擊；而班也贊成這麽做，並堅決認爲生還者們現在的行動是錯誤之舉。查理和德斯蒙德在水下的達摩工作站裏，而查理在剛和德斯蒙德女友Penny Widmore取得聯係之後，Mikhail便炸破的窗戶，查理因此淹死，應驗了德斯蒙德的預言。另一方面，索耶、茱莉葉和赫利救出了海灘上的人質。“前敍”代替了之前的回敘和回憶，這集第一次的前敍裏，傑克獲救之後過著痛苦的生活。 |              |                    |                 |                                                   |            |                |

### 備註
1. ↑  Fordis, Jeff, (January 22, 2007) "The Life of One of "The Others" Rests in Jack's Hands, on the Return of ABC's Lost 的存檔，存档日期2007-09-27.," 'ABC Medianet.  Retrieved on September 7, 2007.
2. ↑  Aurthur, Kate, (May 25, 2006) "Dickens, Challah and That Mysterious Island （页面存档备份，存于）," The New York Times.  Retrieved on September 9, 2007.
3. ↑  Covel, Bonnie, (October 3, 2006) "J·J·亞伯拉罕 Talks About Lost and His Other Shows 的存檔，存档日期2007-12-19.," About.com.  Retrieved on September 7, 2007.
4. ↑  Mahan, Colin, (July 18, 2006) "Lost will be Broken in Two （页面存档备份，存于）," TV.com.  Retrieved on September 8, 2007.
5. ↑  Fordis, Jeff, (January 22, 2007) "Lost Survivor Guide 的存檔，存档日期2007-09-30.," ABC Medianet.  Retrieved on September 7, 2007.
6. ↑  Fordis, Jeff, (April 30, 2007) "Lost: The Answers 的存檔，存档日期2007-09-30.," ABC Studios.  Retrieved on September 7, 2007.
7. ↑  Buena Vista Home Entertainment, (2007) "Lost - The Complete Third Season 的存檔，存档日期2008-06-03.," American Broadcasting Company.  Retrieved on September 9, 2007.
8. ↑  Snugglefish Media, (August 31, 2007) "Disney Reveals New Specs, Exclusive Extras for Lost: Third Season Blu-ray （页面存档备份，存于）," High-Def Digest.  Retrieved on September 9 2007.
9. ↑  Lindelof, Damon, (January 2007) "Lost Producers 的存檔，存档日期2007-09-30.," ABC Medianet.  Retrieved on September 7, 2007.
10. ↑  Goldman, Eric, (December 26, 2006) "Comic Book Writer Gets Lost （页面存档备份，存于）," IGN.  Retrieved on September 1, 2007.
11. ↑  Keller, Joel, (January 15, 2007) "ABC's Show Runners Talk About Pitching, Network Notes, and Internet Scrutiny （页面存档备份，存于）," TV Squad.  Retrieved on August 30, 2007.
12. ↑  Lost: The Complete Third Season – The Unexplored Experience, Buena Vista Home Entertainment.  December 11, 2007.  Back cover （页面存档备份，存于）.
13. 1 2  "Further Instructions" & "The Glass Ballerina" were aired out of order. Fordis, Jeff, (October 2, 2006) "The Question of Whether Locke, Eko and Desmond Survived the Implosion of the Hatch is Answered 的存檔，存档日期2007-09-27.," ABC Medianet.  Retrieved on September 3, 2007.
14. ↑  Lindelof, Damon和Cuse, Carlton, (May 11, 2007) "Official Lost Podcast," ABC.com.  Retrieved on July 3, 2007.